# Йоссі і Джаггер
«Йоссі і Джаггер» (англ. Yossi & Jagger) — ізраїльський фільм режисера Ейтана Фокса, заснованого на реальних подіях.
Слоган — «Любов ніколи не повинна бути таємницею».

## Сюжет
Дія відбувається на лівано-ізраїльському кордоні. Йоссі - офіцер піхоти, Ліор його підлеглий (молодший командир). Товариші по службі називають Ліора Джаггером, за його схожість з рок-зіркою. Йоссі і Ліор кохають один одного. Йоссі - мужній, жорсткий, не схильний до сентиментальності. Ліор - витончений, веселий, що потрапив в армію не по своїй волі, який мріє про подорож по Далекому Сходу. Джаггер вмовляє Йоссі звільнитися з армії і поїхати для початку в курортний Ейлат.
Одного разу полковник (Шарон Рагініано) привозить на базу двох дівчат-солдатів. Одна з них, красуня Їли, по вуха закохана в Джаггера. Вона відмовляється від сексуальних домагань Офіра (Асси Коен), який весь час намагається дати їй зрозуміти, що Джаггеру вона не потрібна і що шансів у неї ніяких... 
Любов любов'ю, а війна і терористи незабаром нагадують про себе. У ніч перед черговим бойовим завданням, Ліор раптом у жартівливій формі заговорює з Йоссі про смерть і каліцтва. Він, наче передчував.

## Цікавинки
- Актор Охад Кноллер отримав приз у номінації «найкраща чоловіча роль» у 2003 році на кінофестивалі в Трібеке (Tribeca Film Festival) за роль Йоссі